# مطاردة شارون تيت (فلم)
مطاردة شارون تيت (بالإنجليزية: The Haunting of Sharon Tate) فيلم دراما، وإثارة، ورعب أمريكي لعام 2019 من تأليف وإخراج دانيال فاراندز وبطولة هيلاري داف وجوناثان بينيت وليديا هيرست وباول سجاجدا وريان كارجيل. الفيلم مأخوذ عن جرائم قتل تيت عام 1969، ممزوجة بعناصر خيالية. تدور أحداث الفيلم حول الممثلة شارون تيت والتي تعاني من هواجس قتلها على يد أتباع تشارلز مانسون.
صدر في الولايات المتحدة في 5 أبريل 2019، لشركة التوزيع أفلام سابان.

## طاقم التمثيل
- هيلاري داف: في دور شارون تيت
- جوناثان بينيت: في دور جاي سيبرينغ
- ليديا هيرست: في دور أبيجيل «جيببي» فولجر
- تايلر جونسون: في دور تكس واتسون
- باول سجاجدا بدور فويتشخ فريكوفسكي
- ريان كارجيل: في دور ستيفن بارينت
- فيفل ستيوارت: في دور باتريشيا «يلو» كرينوينكل
- بيلا بوبا: في دور سوزان «سادي» أتكينز
- بن مليش: في دور تشارلز مانسون[5]

## أحداث الفيلم
في أغسطس 1968، تخبر الممثلة شارون تيت صحفيًا عن كابوس مرّت به حيث يتم قطع رقبتها هي وصديقها جاي سيبرينج داخل منزلها في لوس أنجلوس. بعد عام واحد، تعود شارون الحامل في شهرها الثامن إلى بيتها مرة أخرى بعد أن أمضت ستة أشهر في أوروبا لتصوير فيلم «المقاعد الثلاثة عشر». كانت سعيدة في البداية بلم شملها مع صديقها (وعشيقها لمرة واحدة) جاي، وأصدقائها المقيمين بالبيت لرعايته، أبيجيل وصديقها فويتك وهو صديق طفولة لزوج شارون تيت المخرج البولندي رومان بولانسكي الذي بقي في أوروبا لإكمال سيناريو فيلمه القادم «يوم الدلافين» والذي أكد لشارون إنه سيعود إلى المنزل في الوقت المناسب لولادة طفلهما. في تلك الليلة، تعترف شارون لجاي بأنها تعتقد أن رومان لديه علاقة أخرى؛ ويخبرها جاي أنه لا يجب أن يكون الأمر على هذا النحو، لكن شارون مصممة على إنقاذ زواجها من أجل الطفل. تغضب شارون عندما تكتشف أن هناك حارسًا جديدًا، شابًا يدعى ستيفن بارنت، يعيش في مقطورة بجوار بيتها دون علمها المسبق. يجيب فويتيك على طرق الباب ليجد شخصًا غريبًا طويل الشعر (تشارلز مانسون) يطلب رؤية «تيري» وهو صاحب البيت القديم، ويخبره فويتيك أن المنزل الآن ملك لشارون ورومان. في صباح اليوم التالي، تذهب شارون وأبيجيل في نزهة على الأقدام، حيث يقابلوا إمرأتين غريبتين، ووجدوا بعد ذلك كلب شارون الأليف ميتًا على طول الطريق. أثناء تجول شارون بالمنزل، تكتشف تسجيلًا للموسيقى الشعبية لتشارلز مانسون، تركه المالك السابق للمنزل، المنتج الموسيقي تيري ميلشر. تزعجها الموسيقى وتتذكر الصوت على أنه صوت الرجل الذي ظهر في كابوسها. تصرح شارون لاحقًا لجاي بأنها وجدت إقامة أبيجيل وفويتيك الطويلة في منزلها لا مبرر لها وإنها تتمنى أن يرحلا، وفي تلك الليلة، ترى أبيجيل امرأة تقف خارج نافذة غرفة نومها. تحلم شارون بكابوس، حيث هي وجاي وأبيجيل وفويتيك يتم قتلهم بوحشية على يد أتباع مانسون. تصبح شارون مقتنعة تمامًا بأن مانسون وهذه المجموعة من الناس يخططون لقتلها، لكن أبيجيل وفويتيك يرفضون مخاوفها على أنها جنون ناجم عن حملها. تحضر شارون تسجيل مانسون إلى ستيفن، وحيث أن ستيفن لديه دراية بالتكنولوجيا، يدرك أن التسجيل يحتوي على رسائل مموهة عند تشغيلها بشكل عكسي، وكشف عن عبارة «إضطراب وعدم إنتظام Helter Skelter». تمرّ شارون بكابوس آخر تجد فيه جثة ستيفن في سيارته. عندما تعتقد شارون أنها ستدخل في المخاض، يركض ستيفن لتشغيل سيارته، وترى شارون أتباع مانسون فتسارع إلى السيارة في محاولة لإحباط قتل ستيفن، الذي يصدم السيارة في السياج، ويفر هو وشارون عائدين إلى المنزل، بينما يطلق أحدهم النار في إتجاههما بشكل متكرر، يكتشفوا إنقطاع الكهرباء وخطوط التليفون، ويصل جاي إلى المنزل ويتصدى لأحد المهاجمين، الذي يخبره أنه الشيطان وقد جاء «للقيام بأعمال الشيطان». بعد معركة قاسية تتغلب شارون وأصدقائها على المهاجمين مع قدوم الفجر، وتغادر شارون ومجموعتها المنزل في إتجاه الطريق العام، ولكن تعود شارون لترى مسرح الجريمة، حيث تصاب بصدمة كبيرة، لإكتشاف جثث جاي وفويتيك وأبيجيل ونفسها؛ كان إنتصارهم على أتباع مانسون مجرد إحتمال بديل متخيل وأدركت أن هواجسها كانت في الواقع ذكريات لما حدث بالفعل، وإنها والآخرين هم في الواقع أشباح. شارون وجاي وأبيجيل وفويتك وستيفن يدركوا أنهم في الحياة الآخرة، ويبتعدوا عن المنزل، وشارون تحمل الطفل الذي لم تعش لتلده.

## الإنتاج والإصدار
في فبراير 2018، تم الإعلان عن إنضمام هيلاري داف وجوناثان بينيت وليديا هيرست إلى طاقم الفيلم، مع دانيال فاراندز الذي كتب الفيلم وأخرجه، وفي نوفمبر 2018، حصلت شركة أفلام سابان على حقوق توزيع الفيلم، ليتم إصداره في 5 أبريل 2019.

## إستقبال الفيلم
حصل الفيلم في موقع الطماطم الفاسدة على نسبة موافقة تبلغ 19٪، بناءً على 32 تعليق للنقاد، حيث كان الإجماع يقول: «يسيء الفيلم إلى الأحداث التي يسعى إلى تصويرها بشكل درامي من خلال فيلم أساء إستغلال مأساة حقيقية». منح موقع ميتاكريتك درجة 8 من 100 إستنادًا إلى 10 تعليقات للنقاد، تشير إلى «عدم الإعجاب الشديد».
أوين جليبرمان من مجلة فاراياتي كتب: «إن الحماقة التافهة للفيلم هي إخفاقه في الخيال والأخلاق، هي أنه في الواقع يذهب بعيدًا عن طريقه لتحويل جرائم قتل مانسون إلى فيلم رعب». كتب فرانك شيك لصحيفة هوليوود ريبورتر: «أن الفيلم يستحق التجاهل الفوري».
أشادت كثير من المجلات الفنية والمواقع السينمائية بالفيلم وعلى وجه الخصوص أداء بطلة الفيلم والنهاية المفاجئة، منها:
مجلة ستاربوست، سينيدامب، أخبار الرعب، إحباط ماج، كتابة السيناريو الإبداعي، عالم السينما المهوس، فيلم التهديد، النسور المثقفة، أسمه الموت، نحن نعيش الترفيه، كما فاز بثلاث جوائز في 2019، من جوائز مهرجان هوليوود ريل للأفلام المستقلة (التي يتم إنتاجها خارج منظومة الاستوديوهات، وشركات الإنتاج والتوزيع الكبرى، وتتميز بالخروج عن الخط التجاري الإستهلاكي)، هي أفضل مخرج (دانيال فاراندز) وأفضل ممثلة (هيلاري داف) وأفضل فيلم رعب.

## روابط خارجية
- مقالات تستعمل روابط فنية بلا صلة مع ويكي بيانات